# Fête de l'Humanité
Fête de l'Humanité of kortweg Fête de l'Huma is een jaarlijks driedaags cultureel en politiek festival in Frankrijk. Het vindt jaarlijks plaats in september. Na 22 jaar in Seine-Saint-Denis verhuisde het festival in 2022 naar de vliegbasis Brétigny-sur-Orge ten zuiden van Parijs.
Het tijdschrift L'Humanité, opgericht in 1904 door Jean Jaurès en sinds 1920 de krant van de Franse Communistische Partij (PCF), organiseert het festival sinds 1930 om zichzelf te financieren. Fête de l'Humanité is sindsdien uitgegroeid tot de grootste volksbijeenkomst in Frankrijk. Het telde in 2018 zo'n 800.000 bezoekers. Het wordt beschouwd als de start van het politieke jaar voor links in Frankrijk. 
Over de jaren hebben muzikanten als Stevie Wonder, Pink Floyd, The Who, Deep Purple, Jacques Brel, Noir Désir, Johnny Hallyday, Renaud, Ray Charles, James Brown, Chuck Berry, Jacques Dutronc en Leonard Cohen er opgetreden.
In onder andere Bretagne, Normandië en Auvergne-Rhône-Alpes worden regionale edities georganiseerd.

## Verwant
Het is een van verschillende festivals in Europa georganiseerd door communistische partijen of hun bladen. Zo zijn er in Frankrijk nog het Fête du Travailleur Alpin sinds 1929 en het Fête de Lutte Ouvrière sinds 1971. In Italië organiseerde de PCI vanaf 1945 Festa de l'Unità, in Portugal organiseert de PCP sinds 1976 Festa do Avante!, in Griekenland organiseert de KKE ook sinds 1975 haar Ogiditis-festival, in Denemarken gaf het blad Land og Folk van de DKP van 1976 tot 1989 het Land og Folk Festival en in Spanje organiseert de PCE haar Fiesta del PCE sinds 1977. ManiFiesta, sinds 2010 georganiseerd door de Belgische PVDA, is geïnspireerd op Fête de l'Humanité.